# Hiroto Hatao
Hiroto Hatao (畑尾 大翔, Hatao Hiroto) est un footballeur japonais né le 16 septembre 1990. Il évolue au poste de défenseur.